# Lepidagathis speciosa
Lepidagathis speciosa là một loài thực vật có hoa trong họ Ô rô. Loài này được (Rendle) Hedrén mô tả khoa học đầu tiên năm 1993.